# Акопян, Армен Антонович
Армен Антонович Акопян (укр. Армен Антонович Акопян; род. 15 января 1980, Запорожье) — украинский футболист.

## Карьера
Воспитанник запорожской СДЮШОР футбольного клуба «Металлург». Начинал свою карьеру в 1996 году в запорожском клубе, с 1998 по 2002 годы выступал в дублирующем составе. За запорожцев в то время отыграл 185 матчей в основном составе и забил 15 мячей.
В начале 2006 года перешёл в «Металлург» из Донецка, летом перешёл в «Кривбасс». В начале 2007 года вернулся в запорожскую команду, но 1 апреля 2007 года в матче против своего последнего клуба получил травму колена и выбыл из строя на полтора года. Клуб не продлил контракт с игроком, и тот вынужден был самостоятельно проходить лечение.
Летом 2009 года перешёл в «Полтаву», через год уехал в казахский «Ордабасы». В начале 2011 года перешёл в «Авангард».